# Viña Miguel Torres
Viña Miguel Torres es una viña y bodega, fundada en 1979, localizada en el valle de Curicó, Región del Maule, Chile. Pertenece al grupo familiar español Bodegas Torres. En 2018 poseía un total de cuatrocientas hectáreas de cultivo de vid, y exportaba sus productos a 115 países. La Familia Torres pertenece a la asociación Primum Familiae Vini (PFV), creada en 1991, que integra a once de las familias centenarias elaboradoras de vino más importantes del mundo. 

## Historia
Jaime Torres emigró a Cuba en 1855. En la isla logró una fortuna gracias a la floreciente industria petrolífera y al comercio marítimo. En 1870 volvió a su tierra convertido en un hombre rico y se asoció con su hermano viticultor y fundaron la empresa en 1870, en Villafranca del Panadés. Una de las iniciativas de Jaime Torres fue la construcción de una cuba de vino con 600.000 litros de capacidad, la más grande del mundo en su época.
Juan Torres Casals, la segunda generación, empezó a destilar vinos para elaborar brandy en 1928.
Durante la guerra civil española, la bodega fue bombardeada y sus instalaciones fueron destruidas, incluida la enorme cuba. Miguel Torres Carbó, perteneciente a la tercera generación de la saga familiar, reconstruyó en 1940 la bodega, reiniciando su actividad. Interrumpió la venta de vino a granel para empezar a comercializarlo en botellas etiquetadas.
El apellido Torres está ligado al vino desde hace más de tres siglos, cuando la familia plantó las primeras viñas en el Penedès.  
Miguel Torres Chile se fundó en 1979 como la primera empresa vitivinícola extranjera que se estableció en Chile. La familia Torres eligió este país como el destino adecuado para la práctica de la vitivinicultura, debido a sus excelentes condiciones para el desarrollo de la viticultura.  Se ha consolidado en estos 30 años como una de las principales bodegas productora de vinos de calidad. 
A partir del año 2010, Miguel Torres Maczassek, miembro de la quinta generación de la familia, asumió la presidencia de la empresa en Chile, teniendo como objetivos incrementar las exportaciones y velar por la buena marcha de la Bodega. Esta nueva etapa en la viña chilena se enfocó en la viticultura orgánica y la certificación Fair Trade de su línea de vinos más conocida por los consumidores: Santa Digna (Fair for Life).

## Marcas
| Marcas | Marcas |
| --- | ------ |
| - Cordillera de Los Andes - Escaleras de Empedrado - Estelado - Las Mulas - Manso de Velasco - Ándica - Miguel Torres Gran Reserva - Santa Digna - Pisco El Gobernador |        |

## Premios y reconocimientos
- Nacionales:
  - Viña del año, en 2018, por la Asociación Vinos de Chile.[1]
  - Viña premium del año, en 2017, por Cordillera, según el Club de Amantes del Vino (CAV).[4]

- Internacionales:
  - Véase los reconocimientos de Bodegas Torres, como proyecto internacional, en el cual se integra Viña Miguel Torres.
  - Certificación de comercio justo Fair for Life, de Ecocert, vigente desde 2010.[5]